# Ögiynuur
Pour les articles homonymes, voir Khangai (homonymie).
Le sum de Ögiynuur (mongol : ᠥᠭᠦᠢᠨᠠᠭᠤᠷ
ᠰᠤᠮᠤ, VPMC : ögüinagur sumu, cyrillique : Өгийнуур сум, MNS : Ikhtamir sum) est situé dans l'aïmag (ligue ou province) d'Arkhangai, au Centre ouest de la Mongolie.